# Mélanie Suchet
Mélanie Suchet (Moûtiers, 1º settembre 1976) è una pilota automobilistica ed ex sciatrice alpina francese.

## Biografia

### Carriera sciistica

#### Stagioni 1993-1984
Specialista delle gare veloci originaria di Les Menuires, Mélanie Suchet debuttò in campo internazionale ai Mondiali juniores di Monte Campione/Colere 1993, giungendo 34ª nello slalom speciale del 4 marzo. Nel dicembre dello stesso anno ottenne il primo risultato di rilievo in Coppa del Mondo sulle nevi di casa di Tignes piazzandosi 10ª in discesa libera. Il 29 gennaio 1994, a Garmisch-Partenkirchen, conquistò il suo primo podio in Coppa del Mondo, il 2º posto in discesa libera dietro all'italiana Isolde Kostner nella gara funestata dal gravissimo incidente che costò la vita all'austriaca Ulrike Maier. Venne convocata per i XVII Giochi olimpici invernali di Lillehammer 1994, dove concluse 6ª nella discesa libera e 20ª nel supergigante; sempre nel 1994 si aggiudicò la medaglia d'oro nella discesa libera ai Mondiali juniores di Lake Placid.
Nelle stagioni seguenti i suoi risultati furono altalenanti, tanto che gareggiò spesso in Coppa Europa (conquistando l'ultimo podio l'8 febbraio 1997 a Sankt Moritz in discesa libera, 2ª) anziché in Coppa del Mondo, finché il 23 gennaio 1998 vinse la sua unica gara di Coppa del Mondo a Cortina d'Ampezzo, in supergigante. Partecipò anche ai XVIII Giochi olimpici invernali di Nagano 1998, in Giappone, con buoni risultati: 4ª nella discesa libera e 8ª nel supergigante.

#### Stagioni 1999-2004
Nel 1999 ottenne il 6º posto in discesa libera e il 16º in supergigante ai Mondiali di Vail/Beaver Creek, sua prima partecipazione iridata. Fu al cancelletto di partenza anche ai XIX Giochi olimpici invernali di Salt Lake City 2002, sua ultima presenza olimpica, dove giunse 15ª nella discesa libera e 10ª nel supergigante. Il 6 marzo 2002 ad Altenmarkt-Zauchensee conquistò l'ultimo podio in Coppa del Mondo, piazzandosi 3ª in discesa alle spalle dell'austriaca Michaela Dorfmeister e della statunitense Caroline Lalive, e il 21 marzo si laureò campionessa francese di discesa libera a Megève.
Anche ai Mondiali di Sankt Moritz 2003, suo congedo iridato, gareggiò in discesa libera e supergigante, classificandosi rispettivamente 14ª e 26ª; nel 2003 a Les Menuires vinse il titolo nazionale sia in discesa libera sia in supergigante. Nel 2004 a Flaine/Les Carroz si aggiudicò il quarto titolo nazionale, in discesa libera. Terminò l'attività agonistica il 3 dicembre 2004 concludendo 46ª la discesa libera di Coppa del Mondo disputata a Lake Louise.

### Carriera automobilistica
Dopo il ritiro si è dedicata alle competizioni rallistiche insieme all'ex compagna di squadra Carole Montillet.

## Palmarès

### Sci alpino

#### Mondiali juniores
- 1 medaglia:
  - 1 oro (discesa libera a Lake Placid 1994)

#### Coppa del Mondo
- Miglior piazzamento in classifica generale: 13ª nel 1998
- 7 podi:
  - 1 vittoria
  - 4 secondi posti
  - 2 terzi posti

##### Coppa del Mondo - vittorie
| Data            | Località          | Paese  | Specialità |
| --------------- | ----------------- | ------ | ---------- |
| 23 gennaio 1998 | Cortina d'Ampezzo | Italia | SG         |

Legenda:

SG = supergigante

### Coppa Europa
- 1 podio (dati parziali, dalla stagione 1994-1995):
  - 1 secondo posto

### South American Cup
- Miglior piazzamento in classifica generale: 14ª nel 2003
- 2 podi:
  - 1 vittoria
  - 1 secondo posto

#### South American Cup - vittorie
| Data             | Località | Paese | Specialità |
| ---------------- | -------- | ----- | ---------- |
| 4 settembre 2002 | La Parva | Cile  | DH         |

Legenda:

DH = discesa libera

#### Campionati francesi
- 9 medaglie[2]:
  - 4 ori (discesa libera nel 2002; discesa libera, supergigante nel 2003; discesa libera nel 2004)
  - 3 argenti (discesa libera nel 1998; supergigante nel 2000; supergigante nel 2004)
  - 2 bronzi (discesa libera nel 1997; discesa libera nel 2000)